# 9460 McGlynn
9460 McGlynn eller 1998 HS30 är en asteroid i huvudbältet som upptäcktes den 29 april 1998 av NEAT vid Haleakalā-observatoriet. Den är uppkallad efter Thomas A. McGlynn.
Asteroiden har en diameter på ungefär 8 kilometer och den tillhör asteroidgruppen Eunomia.